# Canhoba
Canhoba é um município brasileiro que está localizado na região norte do estado de Sergipe.

## História
Canhoba em tupi quer dizer “folhas escondidas”, uma planta medicinal com fama de miraculosa, muito usada antes pelos indígenas. Os primeiros habitantes da região foram os índios da tribo Cataioba que com a colonização pelos portugueses fugiram do local, mas deixaram parte de sua cultura na região, como nas expressões Caiçara e Caraíbas e em localidades como a "Baixa do Canhoba" que deu origem ao atual nome do município.
Por carta de sesmarias o Capitão-mor Cristóvão de Barros foi o primeiro dono destas terras no século XVI; mas as primeiras incursões começaram no final do século XVII e início do XVIII; Manoel José da Rocha Torres e a seguir seu filho Antonio da Rocha Torres foram os primeiros posseiros da região, chegando à lagoa do Jaguaripe (atual lagoa de Canhoba), usando o Rio São Francisco. Suas terras se estendiam desde o rio São Francisco até o interior, na altura do Bom Nome (povoado de Itabi), adquiridas por Carta Régia. A família Torres fundou o povoado Curral de Barro, que recebeu este nome pelos valados que os posseiros construíam para represar as águas das lagoas e plantar arroz.
No século XIX o povoado já possuía uma escola primária e feira livre realizada aos domingos. Após a construção da Igreja em homenagem a Nossa Senhora da Conceição, seus habitantes decidiram mudar o nome da povoação, sendo aceita pela maioria a denominação de Canhoba, ligada aos terrenos férteis existentes do Baixa do Canhoba. Em 1937 é elevado à categoria de município, desmembrado de Própria e Aquidabã; em 1954 o distrito de Nossa Senhora de Lourdes é anexado ao município de Canhoba, sendo novamente desmembrado em 1963 quando o distrito de Nossa Senhora de Lourdes é elevado a município independente. Teve como filho ilustre Erônides de Carvalho, que foi governador do Estado de Sergipe.

## Geografia
Seu território encontra-se dentro do polígono das secas, com temperaturas médias anuais de 26°C e precipitação média de chuvas de 800 mm/ano, com maior precipitação de março a agosto (outono-inverno). Em seu relevo predominam colinas e tabuleiros. A vegetação do município varia da Capoeira, Caatinga, campos limpos e Sujos. Canhoba está totalmente inserido na bacia do rio São Francisco, outros rios importantes da região são o rio Salgado e seus afluentes rio do Poção e o riacho Cancelo.

## Economia
As principais receitas do município são da pecuária (bovinos, equinos, ovinos e suínos), agricultura (o principal produto é a mandioca, seguida do milho, arroz e feijão) e avicultura de galináceos.